# Алешка, Антон Антонович
Антон Антонович Але́шко (бел. Антон Антонавіч Але́шка; 1 февраля 1913, Болотчицы, (теперь Слуцкий район Минской области) — 13 сентября 1971, Слуцк) — белорусский советский писатель.

## Биография
Родился 1 февраля 1913 года в семье учителей.
Окончил двухгодичные педагогические курсы при Слуцком педагогическом техникуме (1931).
До 1935 года работал учителем в местечке Лапичи (теперь Осиповичский район Могилевской области).
Окончил Ленинградскую Военно-Медицинскую Академию (1941).
Во время Великой Отечественной войны воевал сначала на Западном, а потом на 3-м Белорусском фронте.
После войны служил военным врачом в военно-воздушных силах. Демобилизовался в 1963 году. Жил в Минске.

## Творчество
Дебютировал рассказами в 1932 году. В 1938—1939 годах опубликовал несколько рассказов и повесть «Молодость» (журнал «Полымя»).
Вышли книги повестей, рассказов «Утро» (1949), «Их первых встречает солнце» (1957), «Пять суток» (1959), «Над нами миллион высоты» (1965), роман «Дороги без следов» (1969), «Небо на замке» (избранное, 1974, 1984). Жизнь и боевые подвиги советских лётчиков — основная тема творчества писателя.
Член СП СССР с 1951 года.